# Robert Mackintosh
Robert Mackintosh (Escòcia, 1745 - Londres, 1807) fou un compositor escocès generalment conegut com a Red Rob. A més, fou violinista, professor de música i director d'orquestra. Entre les seves produccions hi figuren: Airs, minuets, gavothes and reels (1873), 68 new reels (1792), A thied book of 68 new reels (1796), i A fourth book of new strathspeyreels (1805). El seu fill Abraham es distingí també com a compositor, havent publicat: 30 new strathspeyreels (1892) i The Glen collection of scottish dance-music (1891).